# Cornelia Stolze
Cornelia Stolze (1966) es un periodista, editora, autora y bióloga alemana. 
Estudió en la Universidad de Tubinga y se graduó en 1993 con una licenciatura en biología. Luego trabajó en relaciones públicas en el Centro Max Delbrück de Medicina Molecular y el Instituto Max Planck de Bioquímica en Munich Martinsried. Trabajó como editora científica para Die Woche y el Berliner Zeitung. Desde 2002 trabaja como autora independiente para Der Stern, Die Zeit, Spiegel Online y Wirtschaftswoche sobre temas de los campos de la medicina, la biología y la psicología.

## Libros
- 2011, ¡Olvídese del Alzheimer! Kiepenheuer & Witsch, Colonia.
- 2014, Enfermo de medicación Piper, Munich.
- 2016, Sospecha de demencia Herder, Freiburg.